# Zhong Peizhang
Zhong Peizhang (chinesisch 钟沛璋, Pinyin Zhōng Pèizhāng; * 1924; † 6. Februar 2021) war ein chinesischer Politiker. Er war Propagandaleiter im Politbüro der Kommunistischen Partei Chinas.
Im Oktober 2010 erregte er international Aufmerksamkeit, als er gemeinsam mit Hu Jiwei, Li Rui, Jiang Ping und 500 anderen Personen einen Offenen Brief für mehr Demokratie und weniger Zensur unterschrieb.